# Klosterbacken

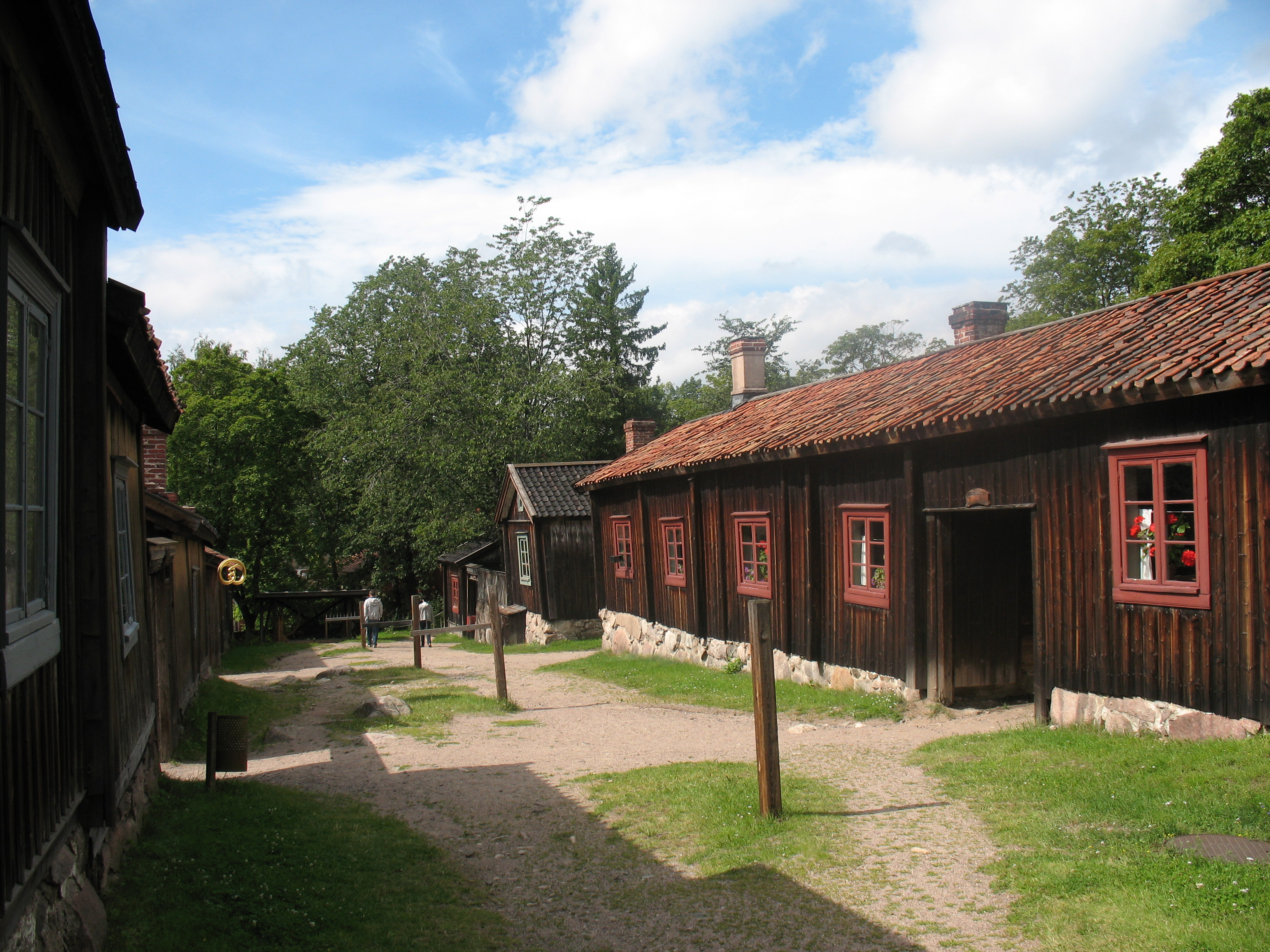
Gata på Klosterbacken. Stolparna hör till en repslagarbana.

Klosterbacken är ett museiområde vid Vårdbergsparken i Åbo stad (finska: Luostarinmäki). Genom sitt då avsides läge förstördes stadsdelen inte i Åbo brand 1827 och visar alltså allmogearkitektur från sekelskiftet 1800. I början av 1900-talet gjordes en del av området om till ett hantverksmuseum som öppnade 1940. Resten av området slöts till museet stegvis under 1900-talets lopp. I museets funktionella verkstäder erbjuds hantverkare möjlighet att arbeta med gamla metoder.
Klosterbacken i Åbo är ett unikt friluftsmuseum där byggnaderna står kvar på sina ursprungliga platser. Det visar hur stadsborna i århundraden byggt sig bostäder och uthus av timmer – det förmånligaste byggnadsmaterialet i Finland. Området byggdes för cirka 200 år sedan och består av 18 små bostadskvarter. Miljön med sina trånga gränder och låga hus med oregelbundna fasader ger nästan ett medeltida intryck. Den första tomten på det nuvarande museiområdet uppmättes 1789 och den sista 1803. De flesta nybyggarna på området var timmermän och de levde ungefär som på landet.
Klosterbacken skonades vid Åbo brand 1827, men dömdes till rivning i C.L. Engels nya stadsplan följande år. Rivningshotet ledde till att området fick förfalla. Det första initiativet till att bevara Klosterbacken tog konstnären Axel Haartman 1908. Det ledde med tiden till att stadsplanen ändrades och historiska museet fick överta området. Museet öppnades för allmänheten den 29 juni 1940.
Eftersom Åbo under skråtiden var centralorten för urbant hantverk i Finland, gjordes området till ett hantverksmuseum med bostadsinteriörer och fungerande verkstäder, där några av mästarna som varit sakkunniga vid inredningen arbetade vid behov. Den första hantverksdagen arrangerades 1943. Efter kriget blev hantverksdagen en årlig tradition och numera ordnas museets internationellt kända hantverksvecka i slutet av augusti varje år.
Då många hantverksyrken försvunnit eller förändrats har museets uppgift att dokumentera den gamla yrkeskunskapen och förmedla den till nya generationer fått allt större betydelse. Klosterbacken prisbelönades av resehandboksförfattarnas och resejournalisternas internationella organisation FIJET med Det Gyllene Äpplet(en) som tilldelades museet 1983 . 

## Bilder

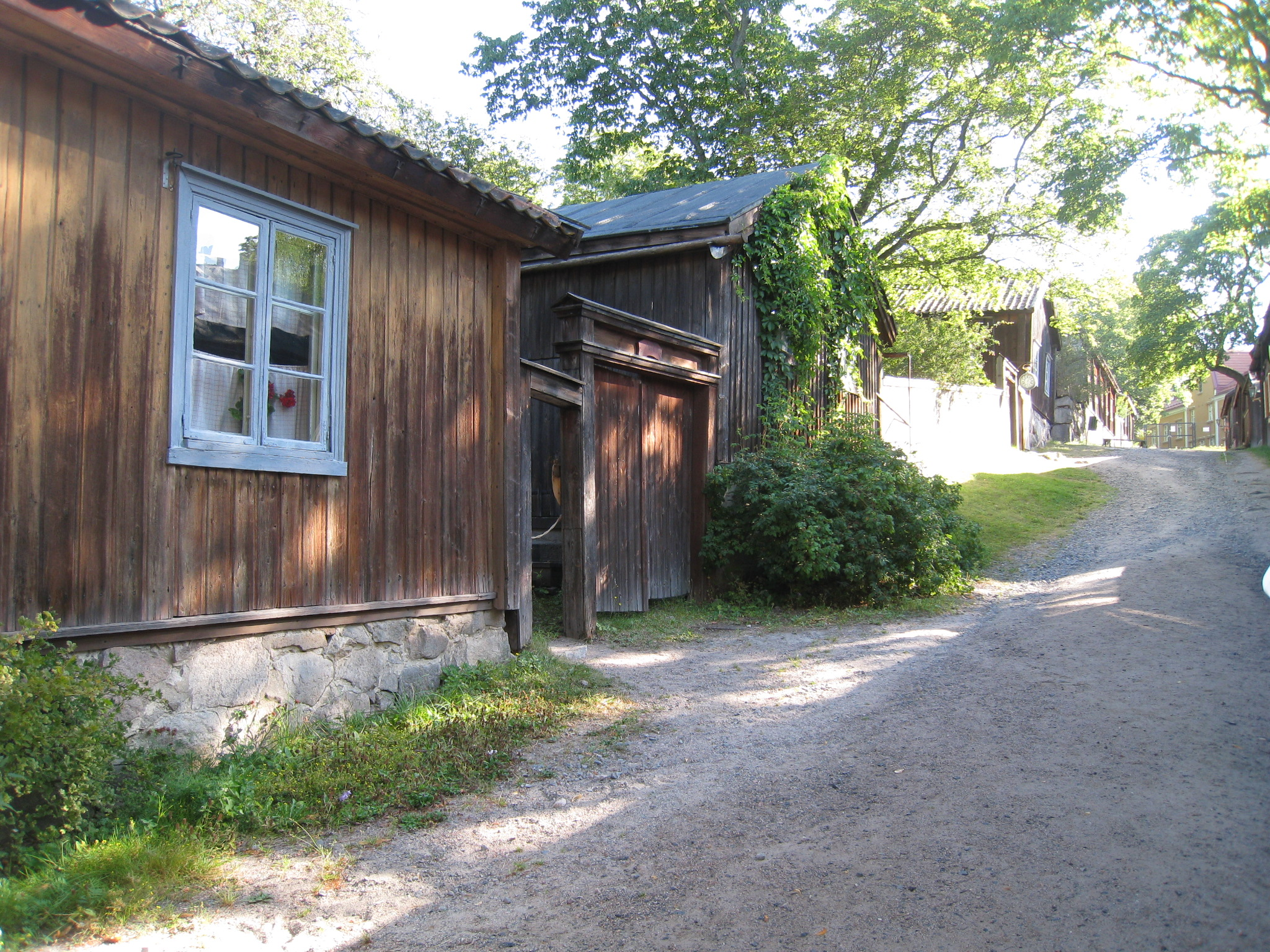
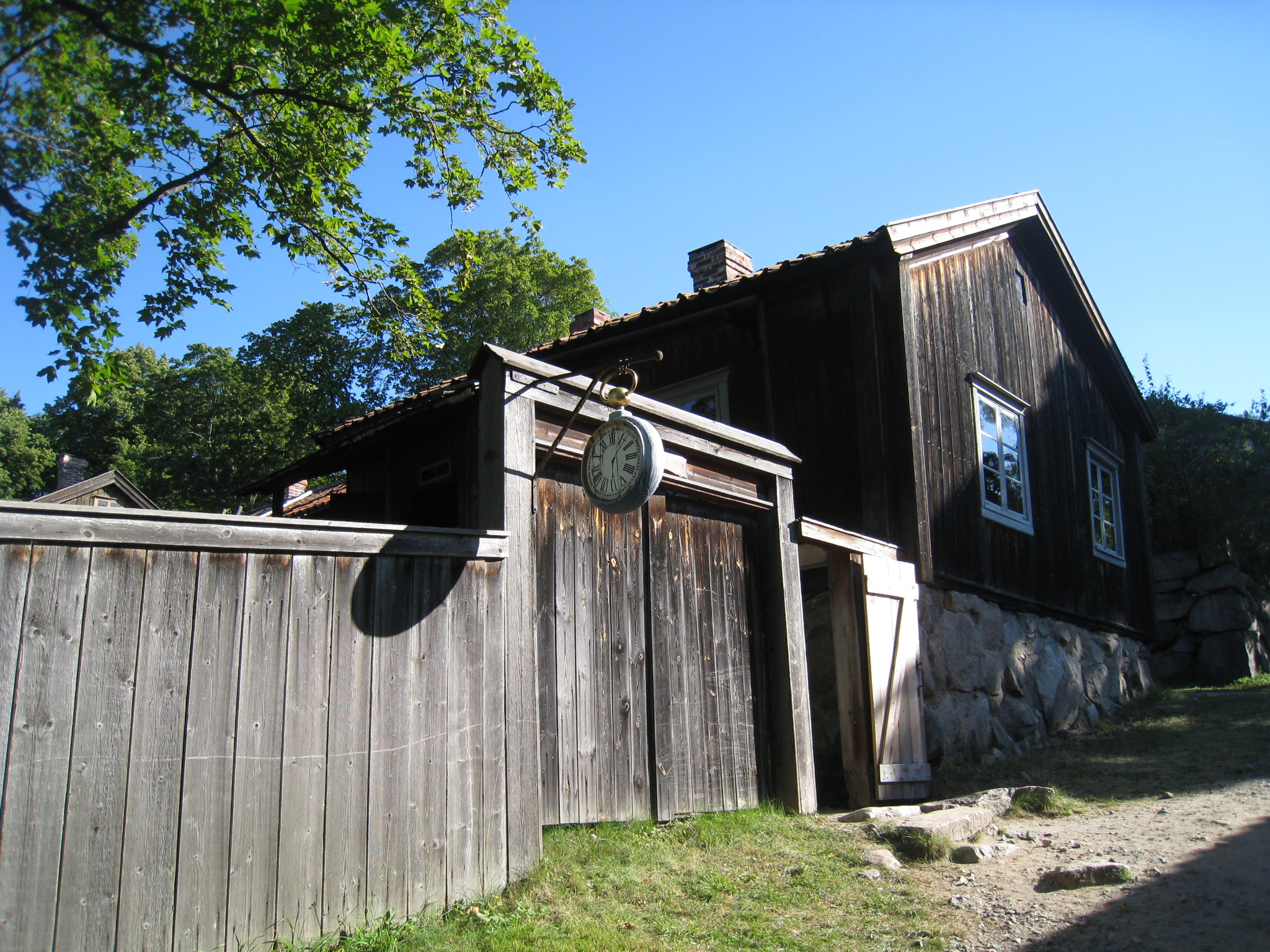
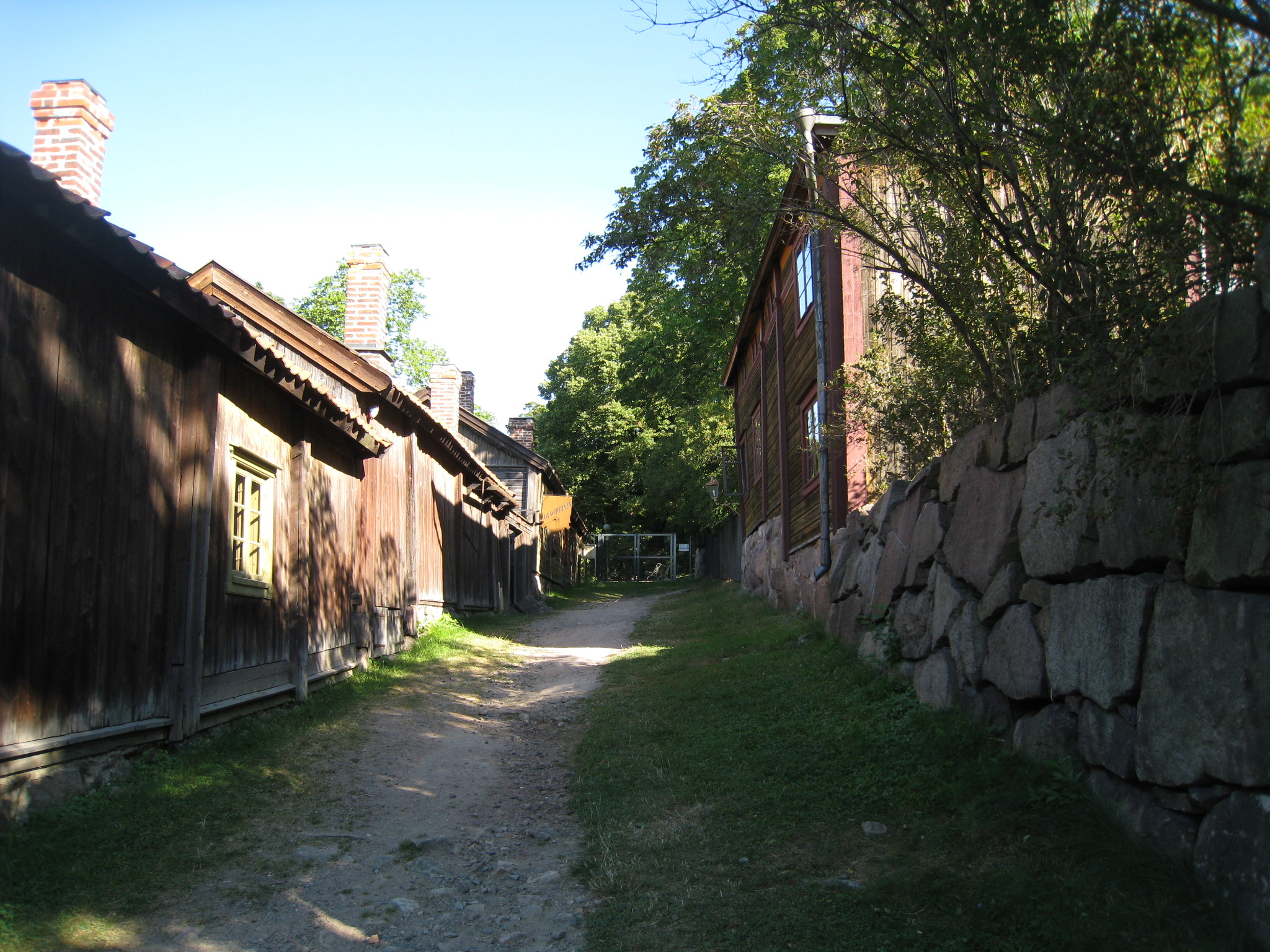
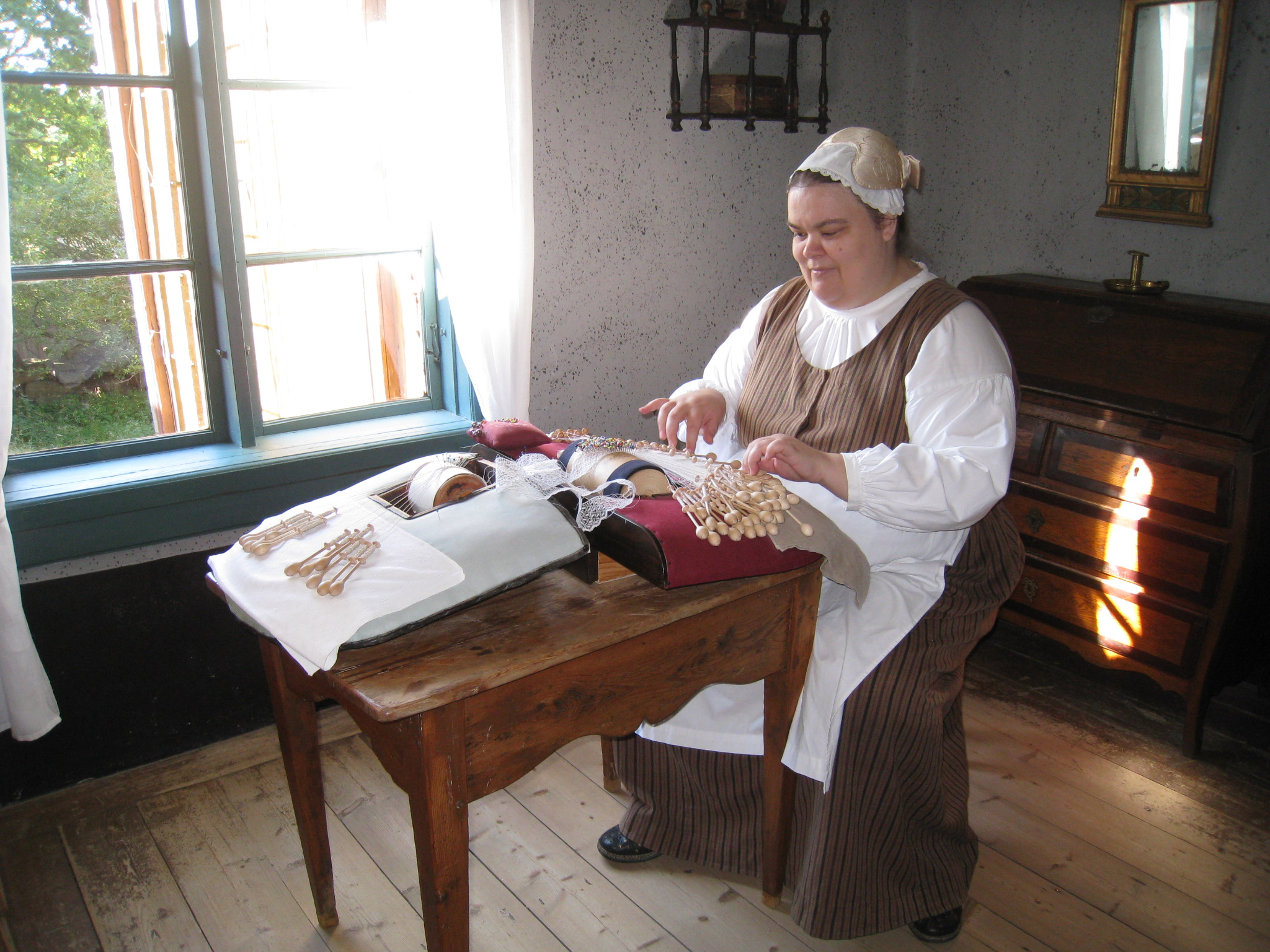
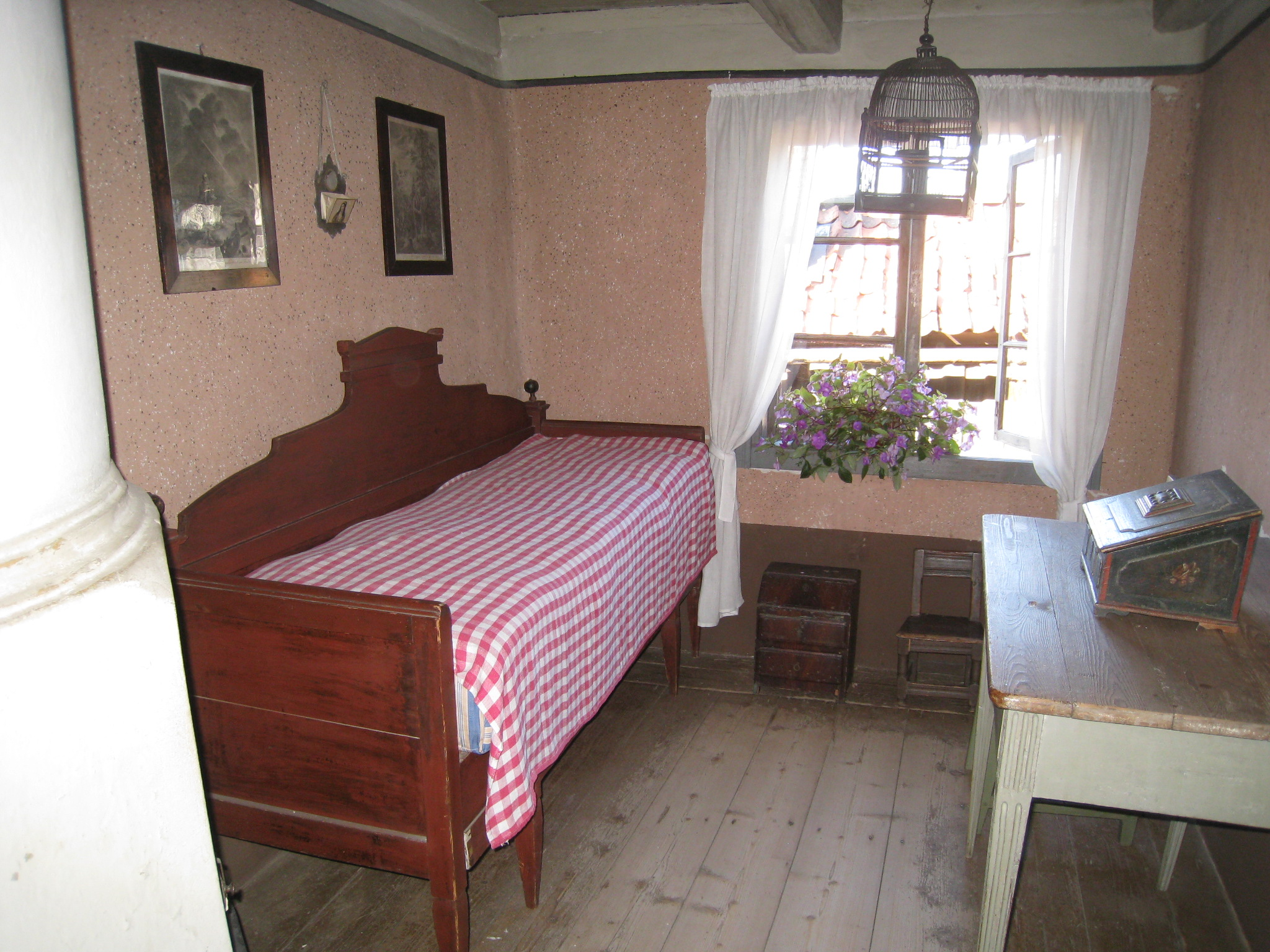
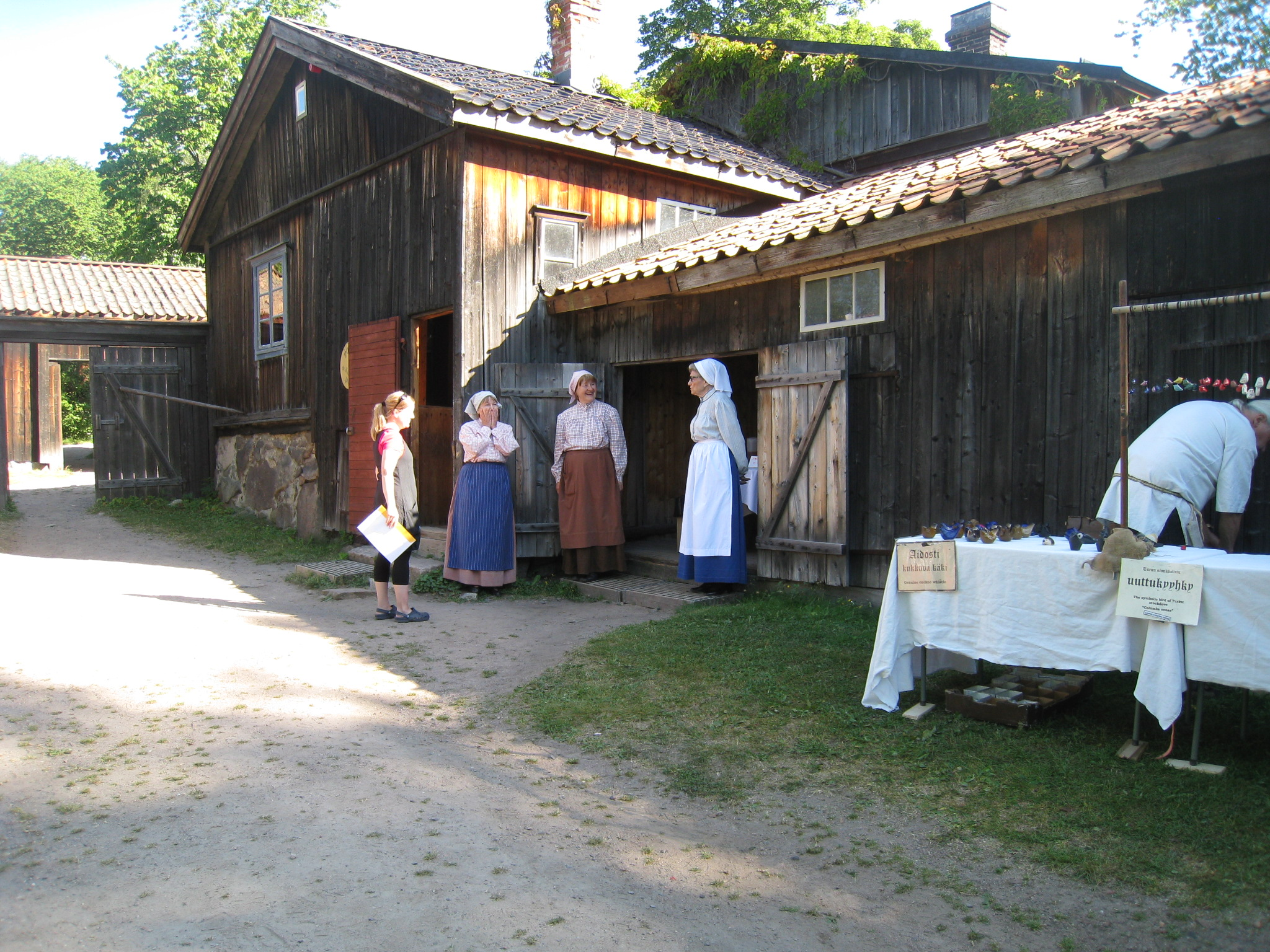
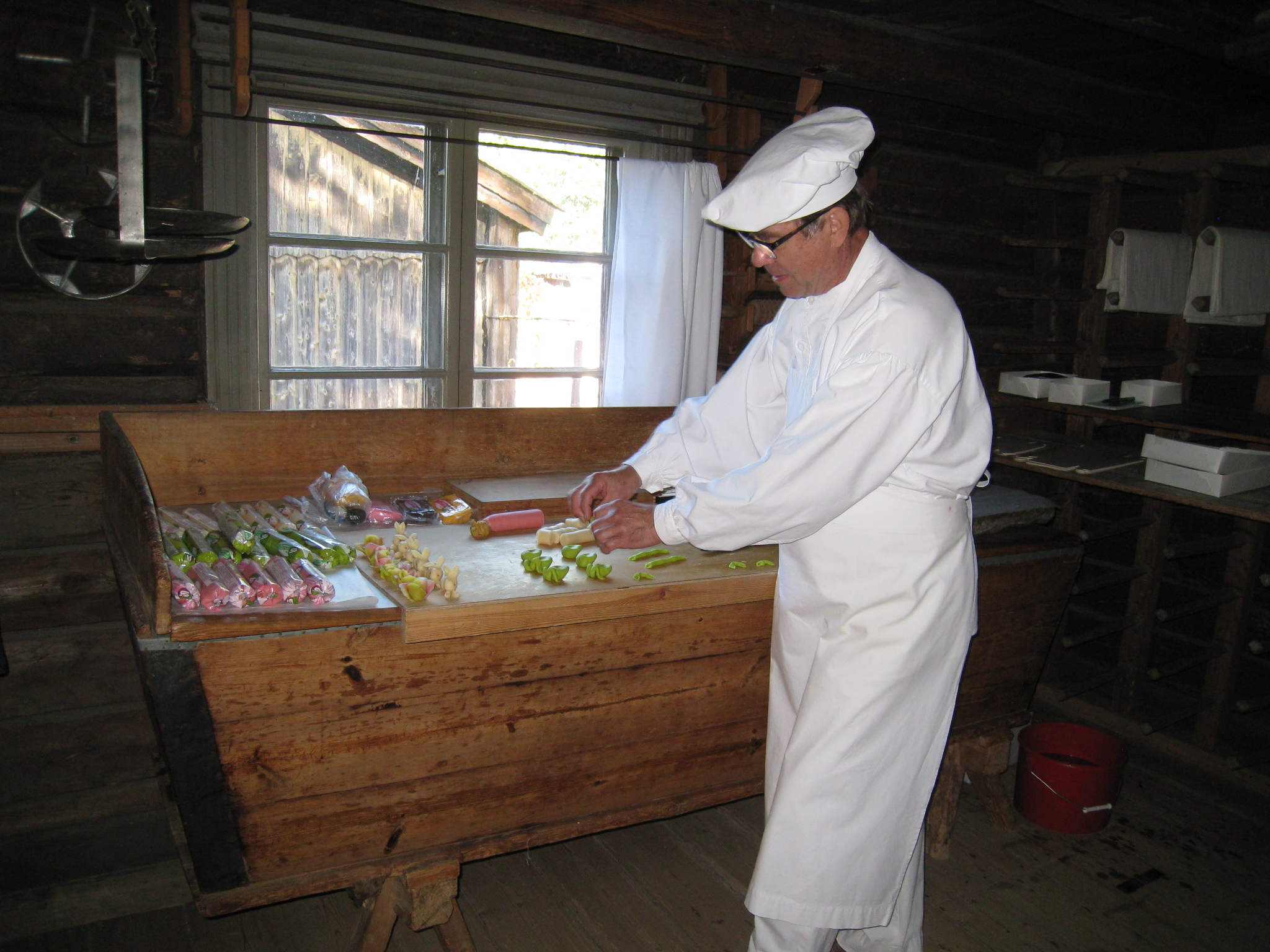
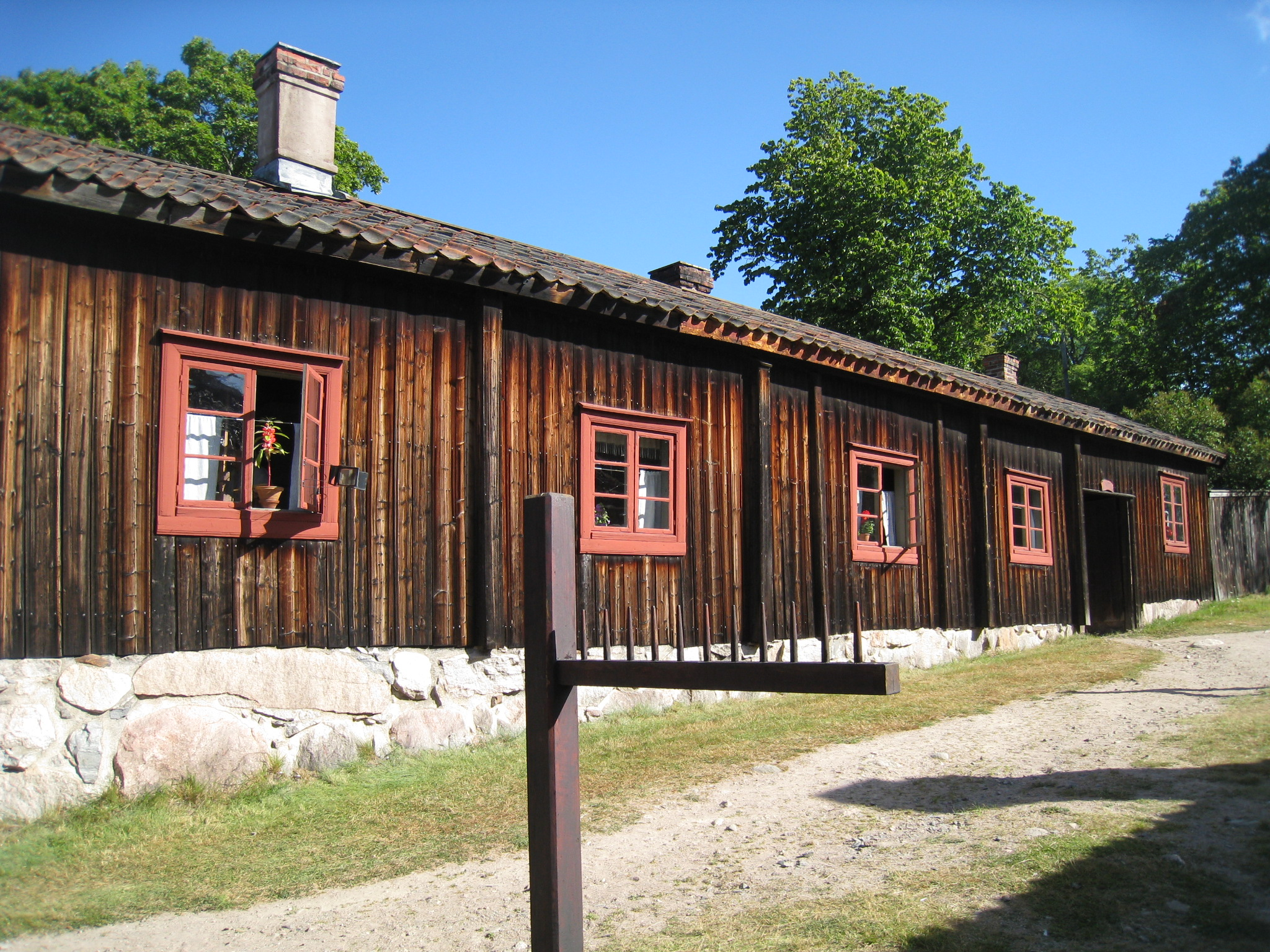